# Woesten
Woesten is een dorp in de Belgische provincie West-Vlaanderen en een deelgemeente van Vleteren. Woesten was een zelfstandige gemeente tot aan de gemeentelijke herindeling van 1977. Het centrum bevindt zich op de kruising van de grote verbindingsweg N8 tussen Veurne en Ieper en de Poperingestraat naar Poperinge, en spreidt zich met lintbebouwing verder uit langs deze wegen.

## Geschiedenis
In 2006 werden twee kuilen met Romeins aardewerk ontdekt.
De naam Woesten komt van "wastina", wat "verlaten vlakte" betekent. De plaats werd in 1138 voor het eerst vermeld als "solitudo renyngensis", de "verlaten vlakte van Reninge". In de 13de eeuw vindt men de naam "Wastina" terug.
Woesten werd in het jaar 1161 door graaf Diederik van de Elzas opgericht op het grondgebied van de parochie van Reninge, met het doel om mensen aan te trekken die ontginningswerken konden uitvoeren. Het patronaatsrecht van de nieuwe parochie kwam in handen van de Abdij van Voormezele. Samen met Elverdinge en Vlamertinge behoorde het dorp tot het grafelijk domein.
Tijdens de Eerste Wereldoorlog werd het dorp vrijwel volledig verwoest.

## Demografische ontwikkeling
- Bronnen:NIS, Opm:1831 tot en met 1970=volkstellingen; 1976 = inwoneraantal op 31 december

## Bezienswaardigheden
- De parochie en kerk zijn gewijd aan Sint-Richtrudis. De gotische Sint-Rictrudiskerk dateert uit de 15de eeuw en heeft een zware toren zonder spits. Tijdens de Eerste Wereldoorlog werd de kerk vernield, maar in 1922/23 heropgebouwd.
- Het geboortehuis van de schrijver Hilaire Allaeys, waarop een gedenkplaat is aangebracht, bevindt zich aan Woestendorp 27.

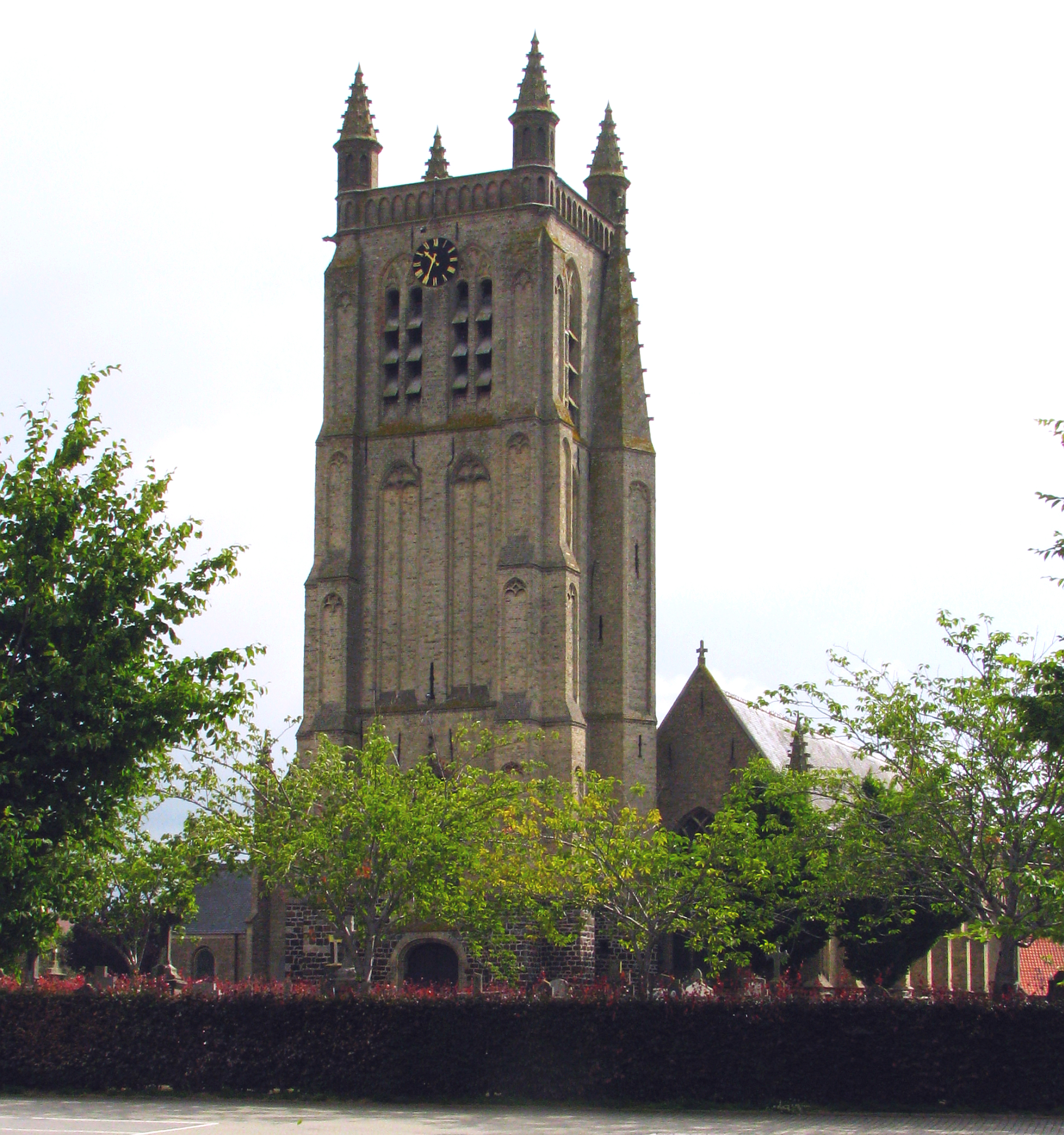
Sint-Rictrudiskerk uit het zuidwesten, herbouwd in 1923 (oorspronkelijk 15e eeuw)

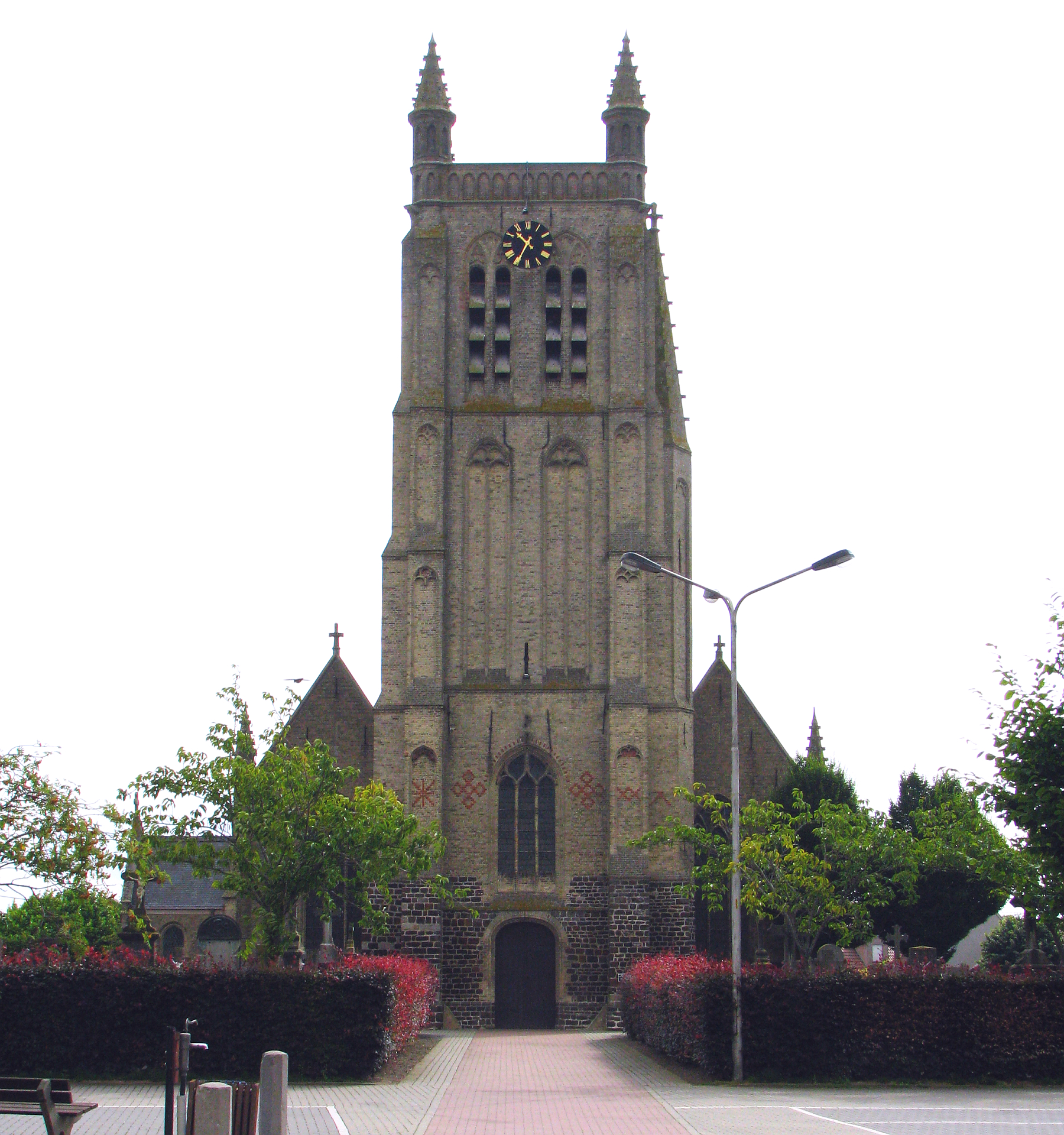
Hoofdportal van de Sint-Rictrudiskerk uit het westen

## Brouwerij
Waar de markt nu ligt stond tot 1916 een brouwerij (1850) die achtereenvolgens in handen was van de families Seynhaeve, Florimond Van Neste en Decaestecker. Tijdens de Eerste Wereldoorlog werd de bierbrouwerij volledig vernield en na de oorlog heropgericht in de Elverdingestraat als de huidige Brouwerij Deca. De enige herinnering aan de oude brouwerij is de waterput op het marktplein.

## Natuur en landschap
Woesten ligt in Zandlemig Vlaanderen en de hoogte varieert tussen 15 en 20 meter.

## Politiek
Woesten had een eigen gemeentebestuur en burgemeester tot de fusie van 1977. Burgemeesters waren:
- 1800-1803 : Engelbert Joseph Struye
  - 1803 : Pierre Coopman (dienstdoend)
- 1803-1806 : Jean Tryssesoone
- 1806-1809 : Pierre Jacques Le Roy
- 1809-1812 : Jacques Tryssesoone
- 1813-1825 : Pieter Jacobus De Rache
  - 1825 : Pieter Franciscus Struye (dienstdoend)
- 1825-1830 : Pieter Philippus Tryssesoone
- 1830-1864 : Charles Joseph De Cock
- 1864-1884 : Ivo Pinceel (1864-1866: dienstdoend)
- 1884-1895 : Seraphin Catteeu (1884-1885: dienstdoend)
  - 1895-1896 : Eduard Noppe (dienstdoend)
- 1896-1917 : Florimond Vanneste
  - 1917-1918 : Eduard Noppe (dienstdoend)
  - 1918 : Louis Soenen (dienstdoend)
- 1918-1921 : Florimond Vanneste
  - 1921 : Louis Soenen (dienstdoend)
  - 1921 : Joseph Vanderstraeten (dienstdoend)
- 1921-1925 : Henri Vereecke
- 1925-1926 : Jules Dochy (1925: dienstdoend)
- 1927-1942 : Firmin Noppe
  - 1942-1944 : Maurice Clicteur (oorlogsburgemeester)
- 1944-1953 : Firmin Noppe
- 1953-1965 : Jules Mergaert
- 1965-1976 : Cyriel Van Hulle (1965: dienstdoend)

## Trivia
- 'Woesten' is ook de naam van de debuutroman van Kris Van Steenberge waarvoor hij in 2014 de Debuutprijs en De Bronzen Uil won.

## Nabijgelegen kernen
Poperinge, Elverdinge, Oostvleteren, Zuidschote
Deelgemeenten: Oostvleteren · Westvleteren · Woesten

Gehuchten: Elzendamme

Belgische gemeenten · Arrondissement Ieper · West-Vlaanderen · Vlaanderen